# Notroteri
El notroteri (Nothrotherium) és un gènere extint de peresós terrestre que visqué a Sud-amèrica i a Mèxic. Es diferencia de Nothrotheriops per ser més petit i per diferències al crani i als ossos de les potes posteriors, però es postula que tots dos gèneres es van originar a partir d'Hapolops en diferents condicions ecològiques. Aquest gènere incloïa l'espècie Nothrotheriops shastensis que més tard va ser emplaçada al gènere Nothrotheriops. Aquests peresosos terrestres s'alimentaven d'arrels, tiges, llavors, i fulles de diverses plantes del desert, com la iuca i l'agave.

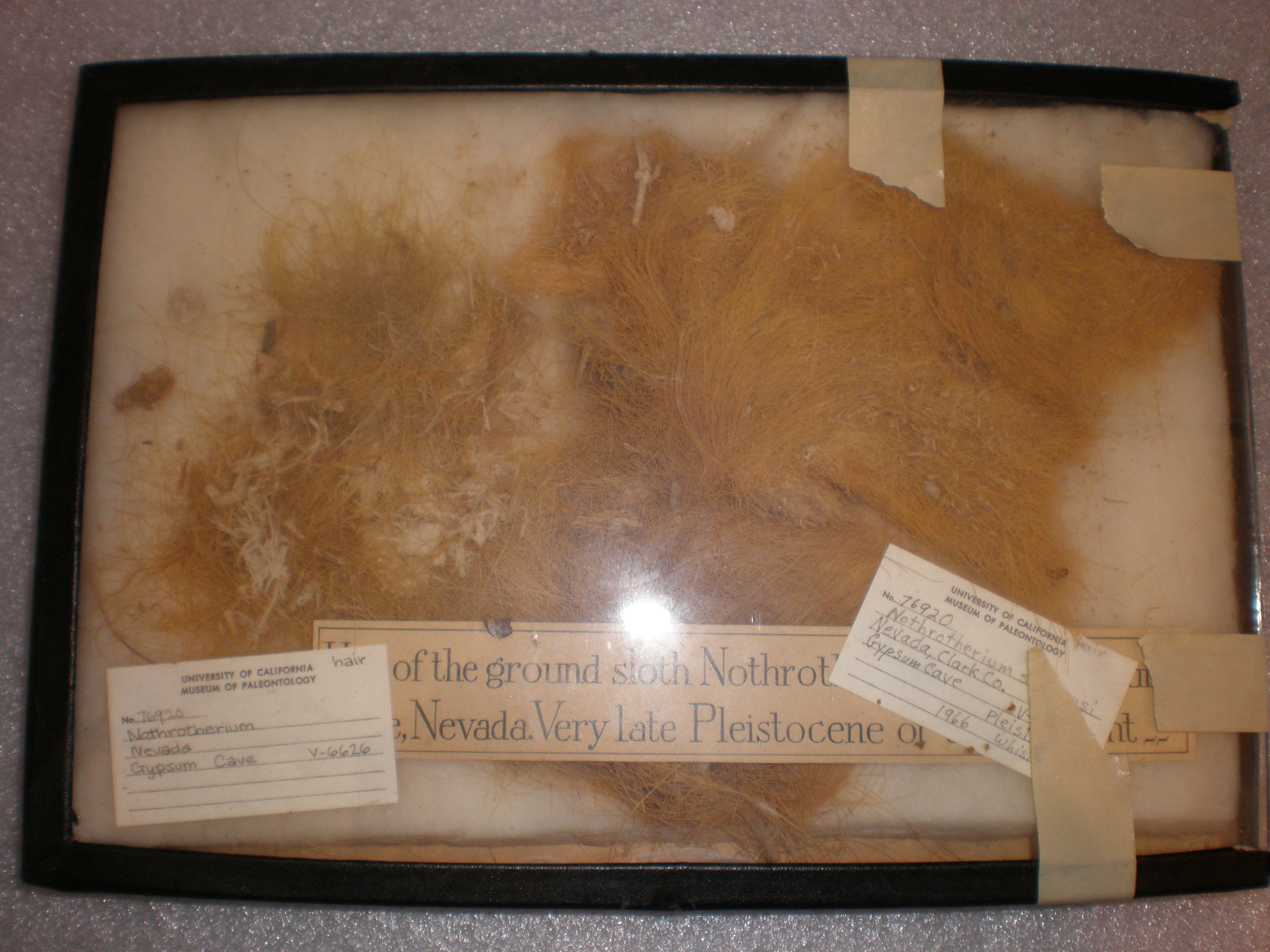
Pell